# Falsche Alraunenwurzel
Die Falsche Alraunenwurzel (Tellima grandiflora), auch Fransenbecher genannt, ist die einzige Art der Pflanzengattung Tellima innerhalb der Familie der Steinbrechgewächse (Saxifragaceae).

## Beschreibung

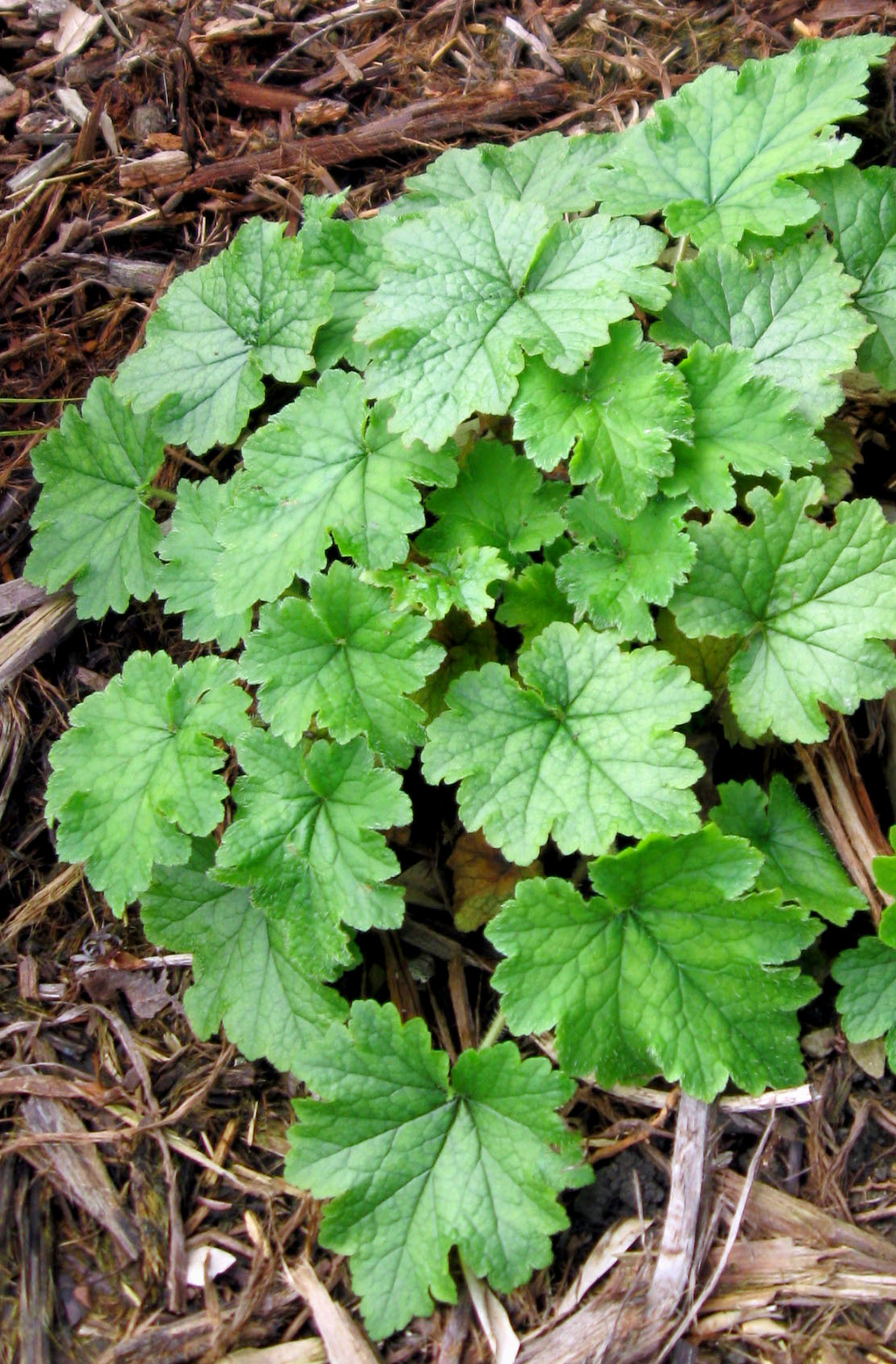
Laubblätter

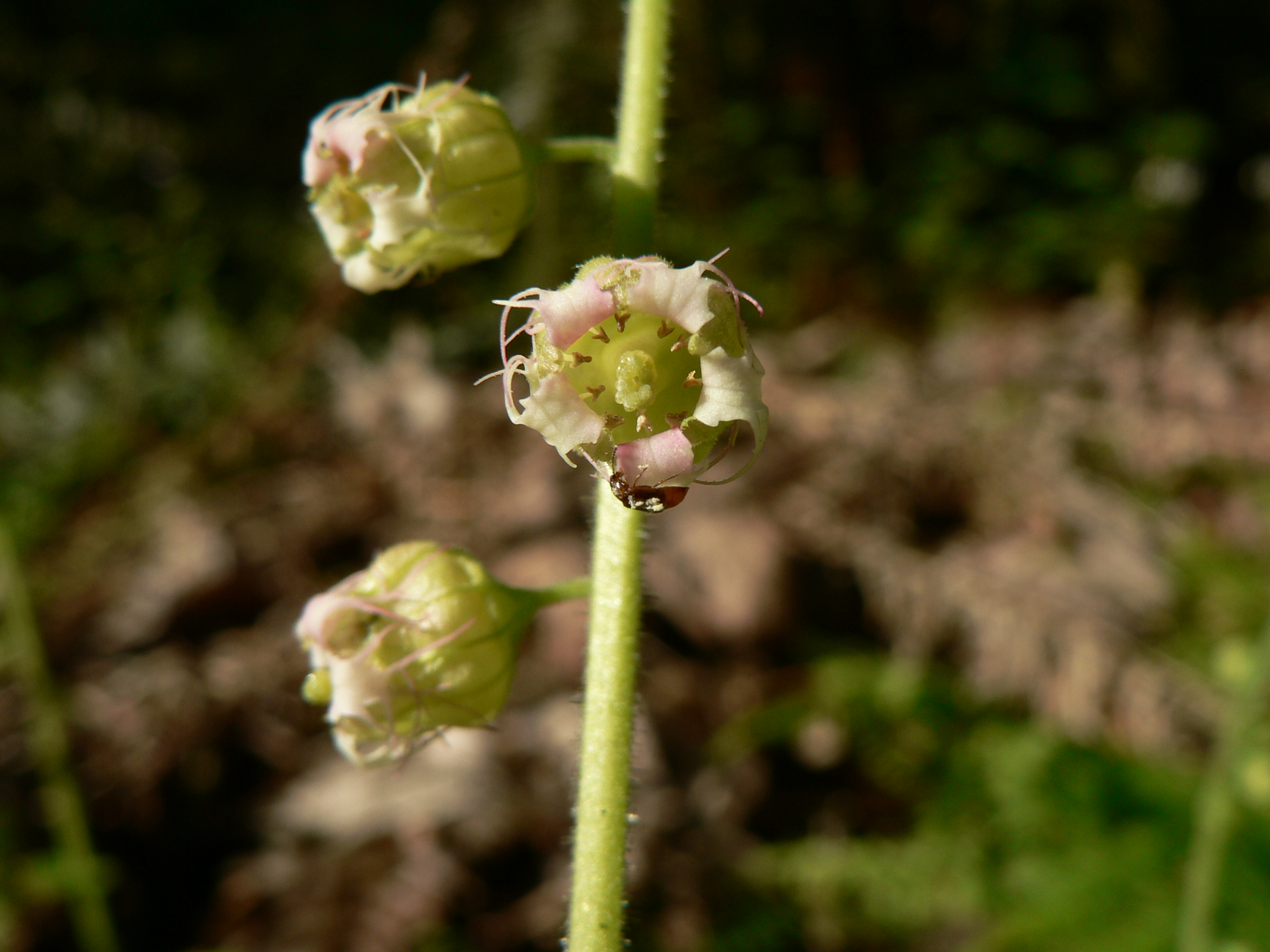
Detail des Blütenstandes mit drei Blüten

### Vegetative Merkmale
Die Falsche Alraunenwurzel wächst als ausdauernde krautige Pflanze und erreicht Wuchshöhen von 40 bis 90 Zentimetern. Sie bildet weder Rhizome noch Stolonen. Der knollig verdickte, unterirdische Teil des Stängels besitzt schuppenförmige Niederblätter.
Der drüsig behaarte Stängel besitzt zwei bis drei wechselständige, relativ große Laubblätter. Die Laubblätter sind in Blattstiel und Blattspreite gegliedert. Die Blattstiele sind 3 bis 30 Zentimeter lang, bei den basalen Laubblätter sind sie am längsten, die oberen sind stängelumfassend. Die 3,5 bis 10 Zentimeter lange Blattspreite ist rundlich herzförmig, drei- bis neunlappig. Die häutigen, grünen Nebenblätter sind etwa 5 Millimeter lang.

### Generative Merkmale
Die Blütezeit reicht von April bis Juli. In einem gestreckten, 40 bis 90 Zentimeter langen, traubigen Blütenstand stehen 14 bis 30 Blüten und Hochblätter zusammen.
Die unscheinbaren Blüten sind zwittrig und fünfzählig mit doppelter Blütenhülle (Perianth). Der grüne Blütenbecher (Hypanthium) ist bis zur Hälfte mit dem Fruchtknoten verwachsen; der freie Bereich ist 2 bis 3 Millimeter lang. Die fünf Kelchblätter sind aufrecht, grünlich und 1 bis 3 5 Millimeter lang. Die fünf grünlich-weißen oder creme- bis rosafarbenen Kronblätter sind fransig zerschlitzt und 3 bis 7 5 Millimeter lang. Es sind zwei Kreise mit je fünf Staubblättern vorhanden; sie sind 0,8 bis 1 5 Millimeter lang und überragen die Kronblätter nicht. Der einviertelunterständige Fruchtknoten ist einkammerig. Die zwei 1 bis 1,5 5 Millimeter langen Griffel sind kürzer als die Kronblätter.
Die eiförmige Kapselfrucht ist 7 bis 8 5 Millimeter lang und enthält 100 bis 150 Samen. Die dunkel-braunen Samen sind ellipsoid, 0,8 bis 1 5 Millimeter lang und warzig.
Die Chromosomengrundzahl beträgt n = 7.

## Vorkommen
Die ursprüngliche Heimat liegt in British Columbia, Alaska, Kalifornien, Idaho, Montana, Oregon und Washington. Tellima grandiflora gedeiht in feuchten Wäldern, Gebüschen, Wiesen, felsigen Hängen und oft in der Nähe von Fließgewässern in Höhenlagen von 0 bis 2000 Metern.
Die Falsche Alraunenwurzel ist in Europa stellenweise als Zierpflanze verwildert und an verschiedenen Stellen eingebürgert. Sie wächst hier vor allem an ruderal beeinflussten Wegrändern, schattigen Stellen und entlang von Fließgewässern, z. B. im Thüringer Wald und an verschiedenen Stellen im Ruhrgebiet in Nordrhein-Westfalen. Sie kommt auch stellenweise eingebürgert in Bayern, Baden-Württemberg, Thüringen, in der Schweiz, in Österreich, Belgien und den Niederlanden vor.

## Systematik
Diese Art wurde 1813 unter dem Namen Mitella grandiflora von Frederick Traugott Pursh in Flora Americae Septentrionalis; or ..., 1, S. 314 erstbeschrieben. David Douglas stellte diese Art 1828 als Tellima grandiflora in John Lindley: Botanical Register; consisting of coloured ..., Volume 14, Tafel 1178. in die Gattung Tellima. Die Gattung Tellima wurde 1823 von Robert Brown in Narrative of a Journey to the Shores of the Polar Sea, S. 765–766 aufgestellt. Ein weiteres Synonym Tellima grandiflora (Pursh) Dougl. ex Lindl. ist Tellima odorata Howell.
Tellima ist ein Anagramm des ursprünglichen Gattungsnamens Mitella. Das Artepitheton grandiflora bedeutet „großblütig“.